# Horsforth
Horsforth – miasto w Anglii, w hrabstwie ceremonialnym West Yorkshire, w dystrykcie metropolitalnym Leeds. Leży 8 km na północny zachód od miasta Leeds i 278 km na północ od Londynu. W 2001 miasto liczyło 18 928 mieszkańców.
Z Horsforth pochodzą pisarz Steve Mosby i aktor Malcolm McDowell.